# Dorothea von Ahlefeldt
Dorothea von Ahlefeldt (* 4. August 1586 auf Schloss Heiligenstedten; † 23. Januar 1647) war Gutsherrin von Kollmar, Drage, Heiligenstedten und Besitzerin der Herrenhäuser Heiligenstedten und Oevelgönne.

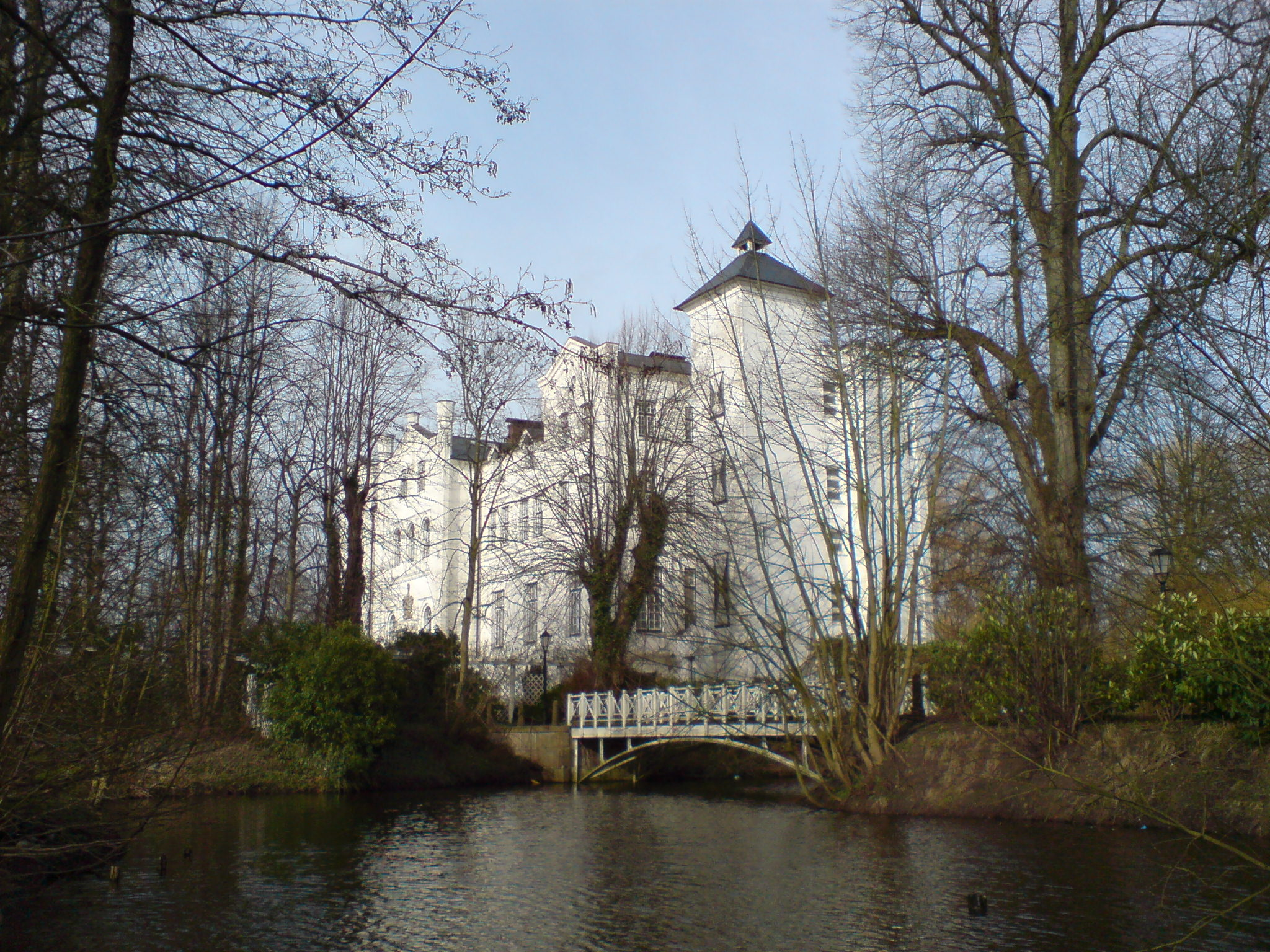
Schloss Heiligenstedten

Dorothea von Ahlefeldt war die einzige Tochter von Balthasar von Ahlefeldt und Margarethe von Ahlefeldt (1568–1620), geborene von Rantzau. Nach dem Tod ihrer Eltern erbte sie ein großes Vermögen, das Schloss Heiligenstedten und weitere Besitzungen. 
1601 heiratete die reiche Erbin ihren ersten Mann, Marquard von Rantzau, Herr auf Saxdorf, Eschelmark und Hasselburg († 11. Januar 1611). Die einzige Tochter aus dieser Ehe, Margaretha († 1647), heiratete Kay von Ahlefeldt († 1670) und brachte ihm das Gut Kollmar zu. 
1614 heiratete Dorothea von Ahlefeldt Detlev Rantzau (1577–1639), Ritter des Elefanten-Ordens,  Erbherr auf Panker, Kollmar, Drage, Heiligenstedten und Hasselburg. Ihre Tochter Dorothea von Rantzau-Panker (1619–1662) heiratete am 1. Juli 1636 den Reichsgrafen Christian zu Rantzau.
Dorothea von Ahlefeldt verstarb vermutlich auf Schloss Heiligenstedten. Ihre letzte Ruhe fand sie in einem reich verzierten Kupfersarg in einem Grabgewölbe der Laurentii-Kirche in Itzehoe, wo auch die Tochter Dorothea und der Schwiegersohn Christian zu Rantzau bestattet sind.
Dorothea von Ahlefeldt war auch Wohltäterin und Stifterin zahlreicher kirchlicher Einrichtungen, so beteiligte sie sich unter anderen auch finanziell beim Wiederaufbau der Bonifatiuskirche in Schenefeld.